# Jörl
Jörl (en danois: Jørl et Hjørdel) est une commune de l'arrondissement de Schleswig-Flensbourg, Land de Schleswig-Holstein.

## Géographie
La commune regroupe les quartiers de Großjörl, Kleinjörl, Paulsgabe, Rimmelsberg, Rupel, Stieglund et Südermoor.
La futaie jardinée de Pobüll et les dunes de Rimmelsberg au nord du territoire de la commune sont des sites protégés.

## Histoire
Le village est cité pour la première fois en 1240 sous le nom de "Jorlum", soit en vieil allemand "pays en hauteur".
L'église Sainte-Catherine est construite au XIVe siècle. Le clocher est remplacé en 1914.

## Source, notes et références
- (de) Cet article est partiellement ou en totalité issu de l’article de Wikipédia en allemand intitulé « Jörl » (voir la liste des auteurs).